# I Can Help
«I Can Help» es una canción interpretada por el músico estadounidense de rockabilly Billy Swan. Fue publicada el 15 de noviembre de 1974 como el sencillo principal de su álbum debut del mismo nombre.
La canción se convirtió en un éxito comercial, alcanzando el puesto #1 en varios países. «I Can Help» permaneció en la posición #1 en las listas Hot 100 y Hot Country Songs de la revista Billboard durante dos semanas. El sencillo fue certificado disco de oro por la Recording Industry Association of America (RIAA) el 2 de diciembre de 1974. Fue certificado disco de plata por la British Phonographic Industry (BPI) el 1 de enero de 1975.

## Antecedentes

Billy Swan en 1990.

Billy Swan aseguró su propio contrato de grabación con Monument Records, después de su regreso a Nashville en agosto de 1973. Desde el momento en que aseguró el contrato, Swan comenzó la composición de «I Can Help» en una sala de música que su esposa, Marlu, había convertido de un armario dentro del pequeño dúplex que compartían cerca de Centennial Park. Swan reveló que usó un preajuste “rock”, de su caja de ritmos Rhythm Master, al escribir la canción; “Tocaba semicorcheas y sonaba como un hi hat, así que comencé a tocar estos acordes junto con él, y la canción llegó en unos 20 minutos. No siempre escribía tan rápido, pero según mi experiencia, los que llegan rápido son los buenos, «Lover Please» fue así, y también «Everything's the Same». Con «I Can Help» en realidad escribí los tres versos primero, y como necesitaba algo para poner entre el segundo y el tercer verso, se me ocurrió el puente. Todo salió del aire, incluidas las palabras”.

## Composición y arreglos
La canción fue compuesta en un compás de 4
4 con un tempo de 100 pulsaciones por minuto y está escrita en la tonalidad de do mayor. Las voces van desde G4 a E5. «I Can Help» ha sido descrita como una canción de country, rockabilly, y rock and roll.
La versión del álbum contiene un final falso con las palmas seguidas de una cadencia razonablemente extendida en el órgano, que luego es seguida por una repetición instrumental del final, seguida de otra breve cadencia de órgano, que luego es seguida por otra repetición instrumental del final antes del desvanecimiento de la canción.

## Recepción de la crítica
Un escritor no especificado de la revista Cash Box declaró: “Billy canta con una voz poderosa que tiene aliento y agallas. La instrumentación en la que predominan algunos grandes riffs de órgano es sólida y forma un fuerte trasfondo para la gran destreza vocal de Billy”.

## Posicionamiento

### Gráfica semanal
| Gráfica (1974–75)                             | Pico de posición |
| --------------------------------------------- | ---------------- |
| Alemania (Official German Charts)             | 1                |
| Australia (Kent Music Report)                 | 1                |
| Austria (Ö3 Austria Top 40)                   | 1                |
| Bélgica (Flandes) (Ultratop 50 Singles)       | 1                |
| Bélgica (Valonia) (Ultratop 50 Singles)       | 1                |
| Canadá (RPM Top Singles)                      | 2                |
| Canadá (RPM Adult Contemporary)               | 4                |
| Canadá (RPM Top Country Tracks)               | 1                |
| Estados Unidos (Billboard Hot 100)            | 1                |
| Estados Unidos (Billboard Adult Contemporary) | 6                |
| Estados Unidos (Billboard Hot Country Songs)  | 1                |
| Estados Unidos (Cashbox Top 100)              | 1                |
| Francia (IFOP)                                | 1                |
| Irlanda (Irish Singles Chart)                 | 11               |
| Italia (FIMI)                                 | 42               |
| Noruega (VG-lista)                            | 1                |
| Nueva Zelanda (Recorded Music NZ)             | 14               |
| Países Bajos (Nederlandse Top 40)             | 1                |
| Países Bajos (Single Top 100)                 | 1                |
| Reino Unido (UK Singles Chart)                | 6                |
| Sudáfrica (Springbok Radio)                   | 3                |
| Suecia (Sverigetopplistan)                    | 18               |
| Suiza (Schweizer Hitparade)                   | 1                |

### Gráfica de fin de año
| Gráfica (1974)           | Pico de posición |
| ------------------------ | ---------------- |
| Canadá (RPM Top Singles) | 16               |

| Gráfica (1975)                          | Pico de posición |
| --------------------------------------- | ---------------- |
| Alemania (Official German Charts)       | 5                |
| Australia (Kent Music Report)           | 20               |
| Austria (Ö3 Austria Top 40)             | 6                |
| Bélgica (Flandes) (Ultratop 50 Singles) | 4                |
| Estados Unidos (Billboard Hot 100)      | 43               |
| Estados Unidos (Cashbox Top 100)        | 64               |
| Francia (IFOP)                          | 11               |
| Países Bajos (Nederlandse Top 40)       | 16               |
| Países Bajos (Single Top 100)           | 16               |
| Suiza (Schweizer Hitparade)             | 5                |

## Certificaciones y ventas
| País                  | Certificación | Ventas  |
| --------------------- | ------------- | ------- |
| Estados Unidos (RIAA) | Oro           | 500,000 |
| Francia (IFOP)        | —             | 500,000 |
| Reino Unido (BPI)     | Plata         | 200,000 |